# Белице (гмина)
Белице (пол. Bielice) — сельская гмина (волость) в Польше, входит как административная единица в Пыжицкий повет, Западно-Поморское воеводство. Население — 2866 человек (на 2005 год).